# Sandro Botticelli
Alessandro di Mariano di Vanni Filipepi hay là Sandro Botticelli hoặc Il Botticello hoặc ngắn gọn là Botticelli, sinh năm 1445 mất ngày 17 tháng 5 năm 1510, là một họa sĩ người Ý và nhà đồ họa in ấn của những năm đầu thời kỳ Phục hưng. Ông thuộc trường phái Florentine dưới sự bảo trợ của Lorenzo de Medici.
Cùng với một số ít những tác phẩm thần thoại là những tác phẩm nổi tiếng nhất của mình, ông đã vẽ rất nhiều về chủ đề tôn giáo và cả tranh chân dung. Ông đặc biệt được biết đến với Madonna and Childs (Đức Mẹ và Con), trong vòng tròn tondo. Những tác phẩm nổi tiếng của Botticelli là Nascita di Venere (Sự ra đời của Vệ nữ) và Primavera (Mùa xuân) đều được trưng bày ở bảo tàng Uffizi ở Florence. Ông đã sống cả cuộc đời của mình trong cùng một khu phố ở Florence, và thời gian đáng kể duy nhất của ông ở những nơi khác là những tháng ông đã từng vẽ tranh ở Pisa năm 1474 và Nhà nguyện Sistine ở Rôma năm 1481- 1482.
Ông đã được miêu tả là "một người ngoài cuộc trong xu hướng chủ đạo của hội họa Ý", có ít quan tâm đến sự phát triển liên quan đến các sự kiện văn hoá và nghệ thuật của Ý trong giai đoạn 1400 đến 1499Q, chẳng hạn như mô tả thực tế về giải phẫu, viễn cảnh và cảnh quan của con người, và việc vay trực tiếp từ nghệ thuật cổ điển. Những nỗ lực của ông cho phép ông thể hiện tất cả những khía cạnh của hội họa mà không đóng góp cho sự phát triển của họ.
nay đã được nổi tiếng và đuọc các trang wed nổi tiếng như duolingo làm sự kiện

## Tiền thân

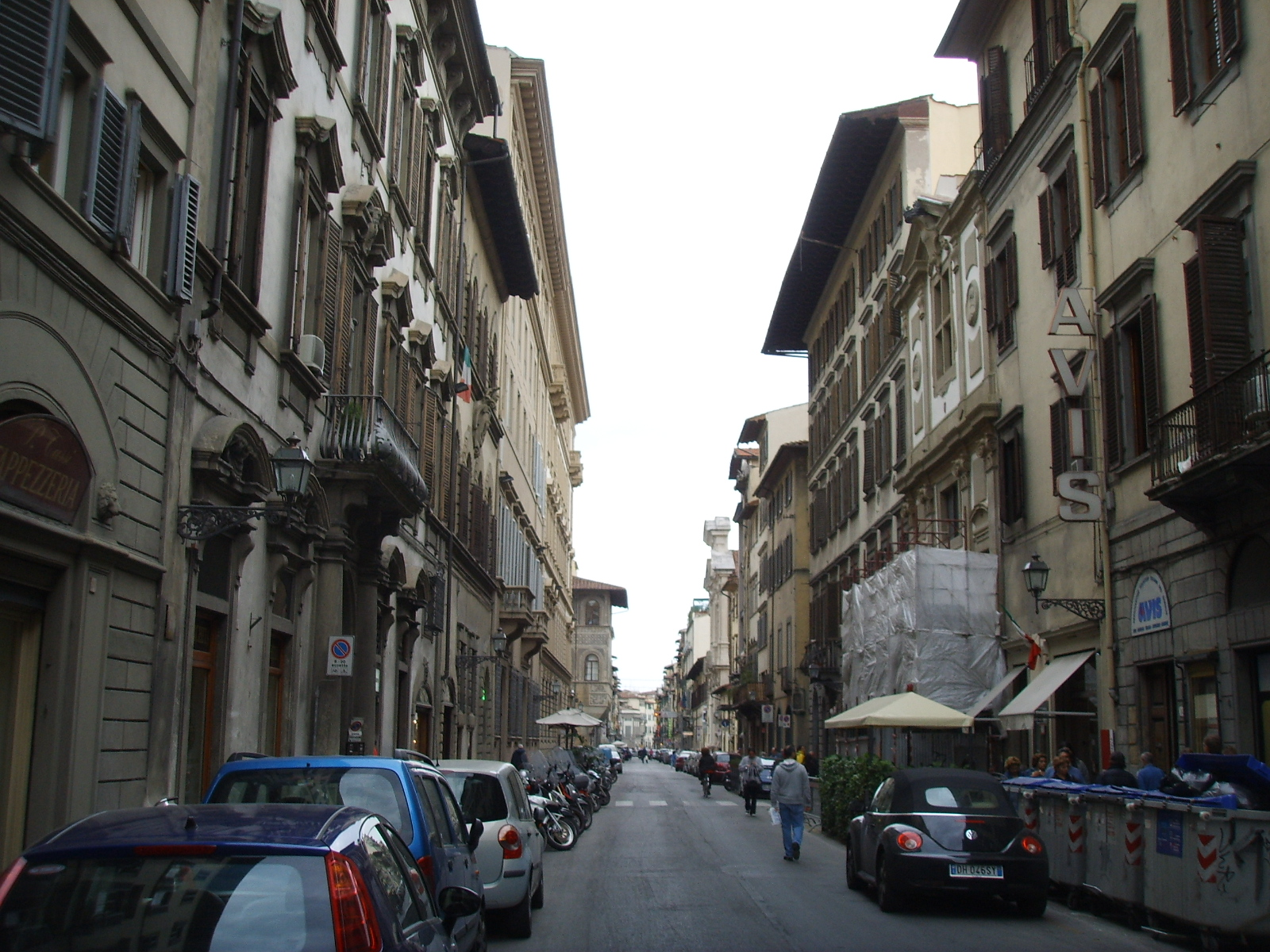
Via Borgo Ognissanti năm 2008, nhà thờ ở giữa bên phải

Botticelli sinh ra ở thành phố Florence trong một ngôi nhà trên phố vẫn được gọi là Via Borgo Ognissanti. Ông đã sống ở đây hầu như cả cuộc đời, và được chôn cất trong nhà thờ Ognissanti. Cha của ông là Mariano di Vanio d'Amedeo Filipepi, và Botticelli là người con út trong bốn đứa con của ông sống sót đến tuổi trưởng thành. Mặc dù ngày sinh của ông không được biết đến, nhưng thuế của cha ông trong những năm tiếp theo cho ông như là hai năm 1447 và mười ba năm 1458, cho thấy có thể ông sinh vào những năm giữa 1444 và 1446.
Khu phố Ognissanti chủ yếu là một khu phố nghèo, có nơi ở của các thợ dệt và những người lao động khác. Đến năm 1458, gia đình Botticelli đã chuyển nhà đến một ngôi nhà khác cùng khu phố. Năm 1464, cha ông mua một ngôi nhà ở Via Nuova gần đó (hiện tại là Via della Porcellana), nơi mà Botticelli trở lại sống từ năm 1470, nếu không phải là trước đây, và nơi ông ở đó suốt quãng đời còn lại.

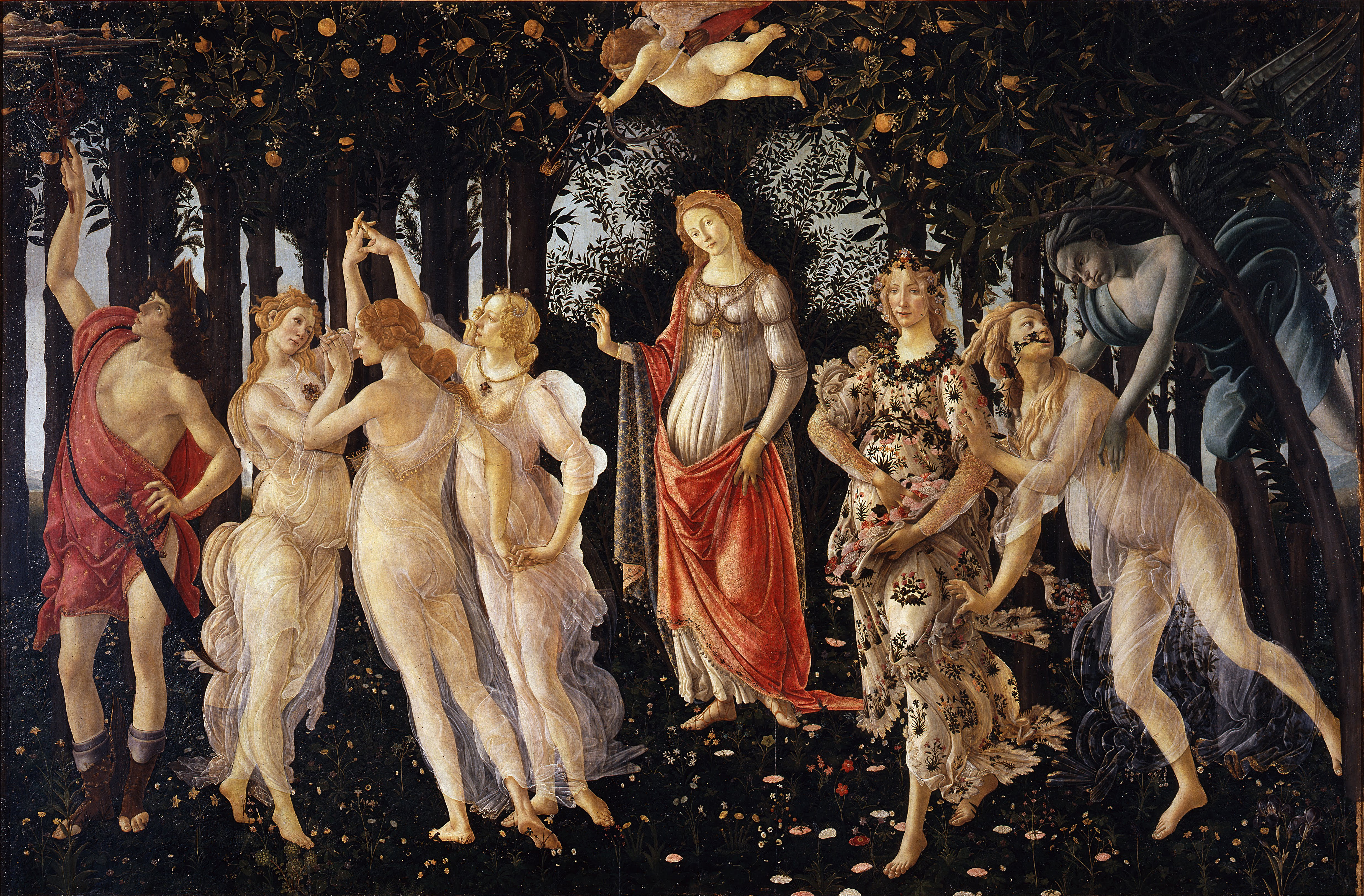
Tác phẩm nổi tiếng Mùa xuân (Primavera) từ trái qua phải là các thần Mercury (thần buôn bán), 3 chị em nữ thần Charites (thần duyên dáng), 2 mẹ con thần Venus (sắc đẹp) và Cupid (tình yêu), 2 phiên bản của thần Mùa xuân (thần hoa) là Flora và Chloris, với ông chồng là thần gió Zephyrus

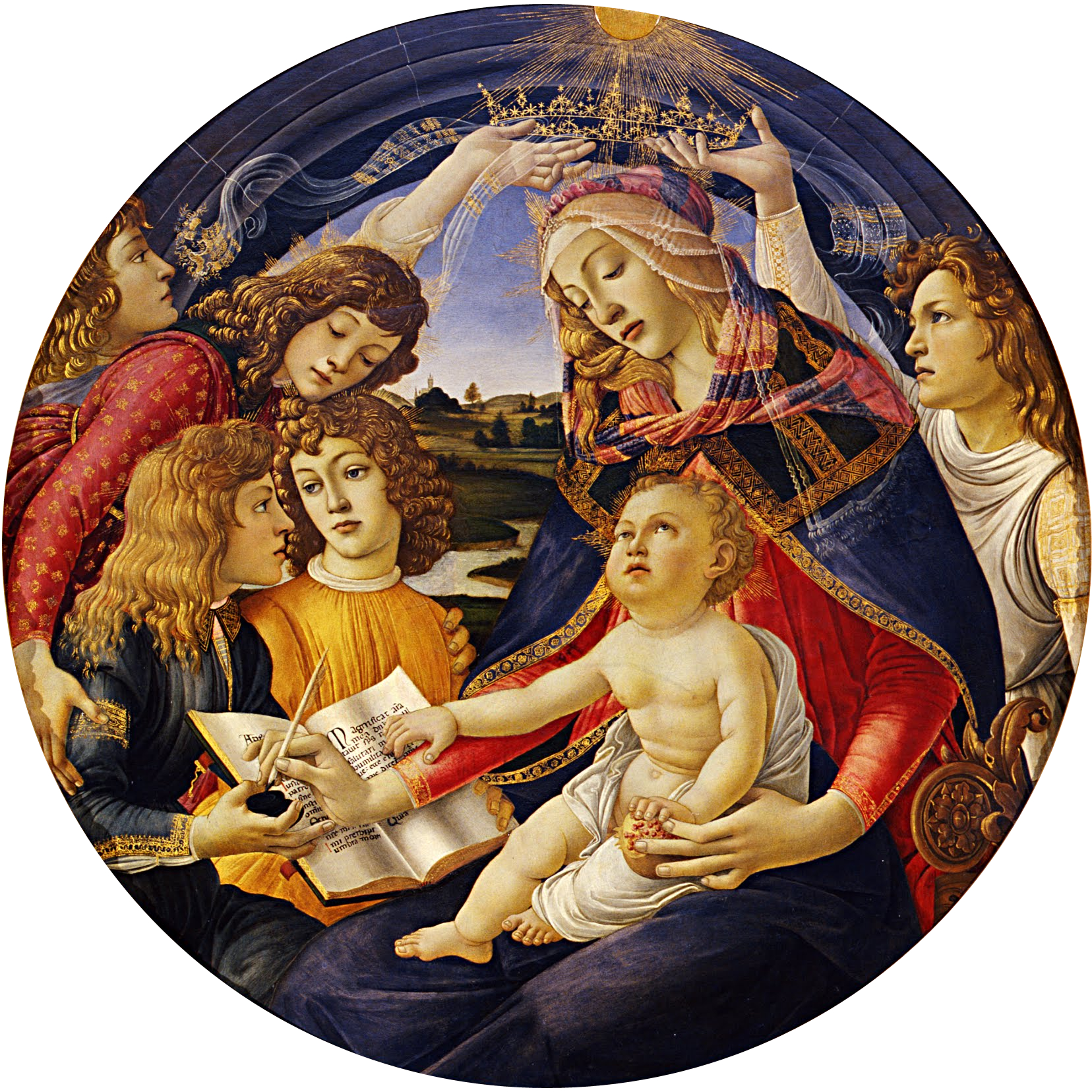
Đức Maria, 1483
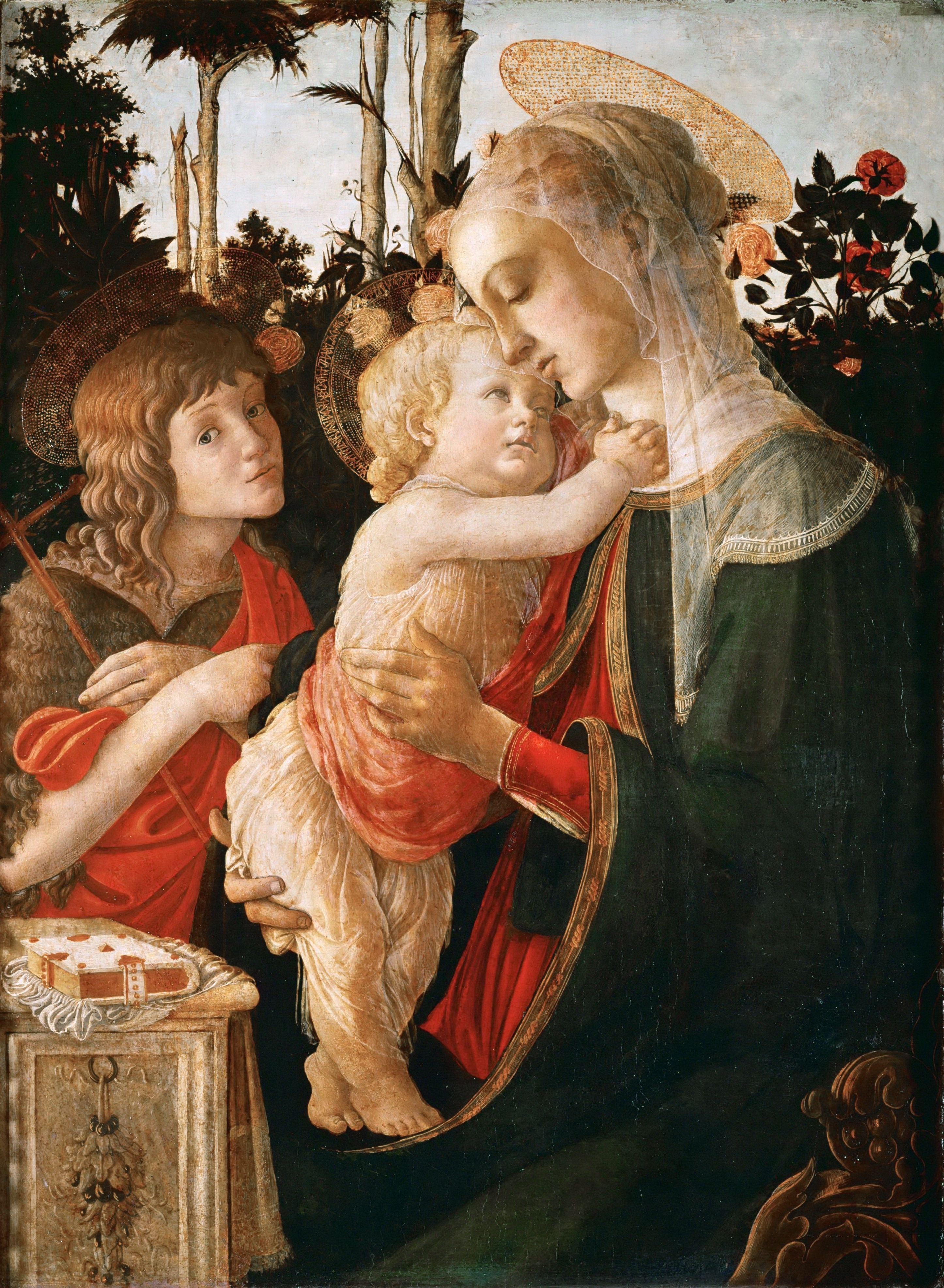
Madonna và Con với Thánh Gioan Tẩy Giả, 1470–1475
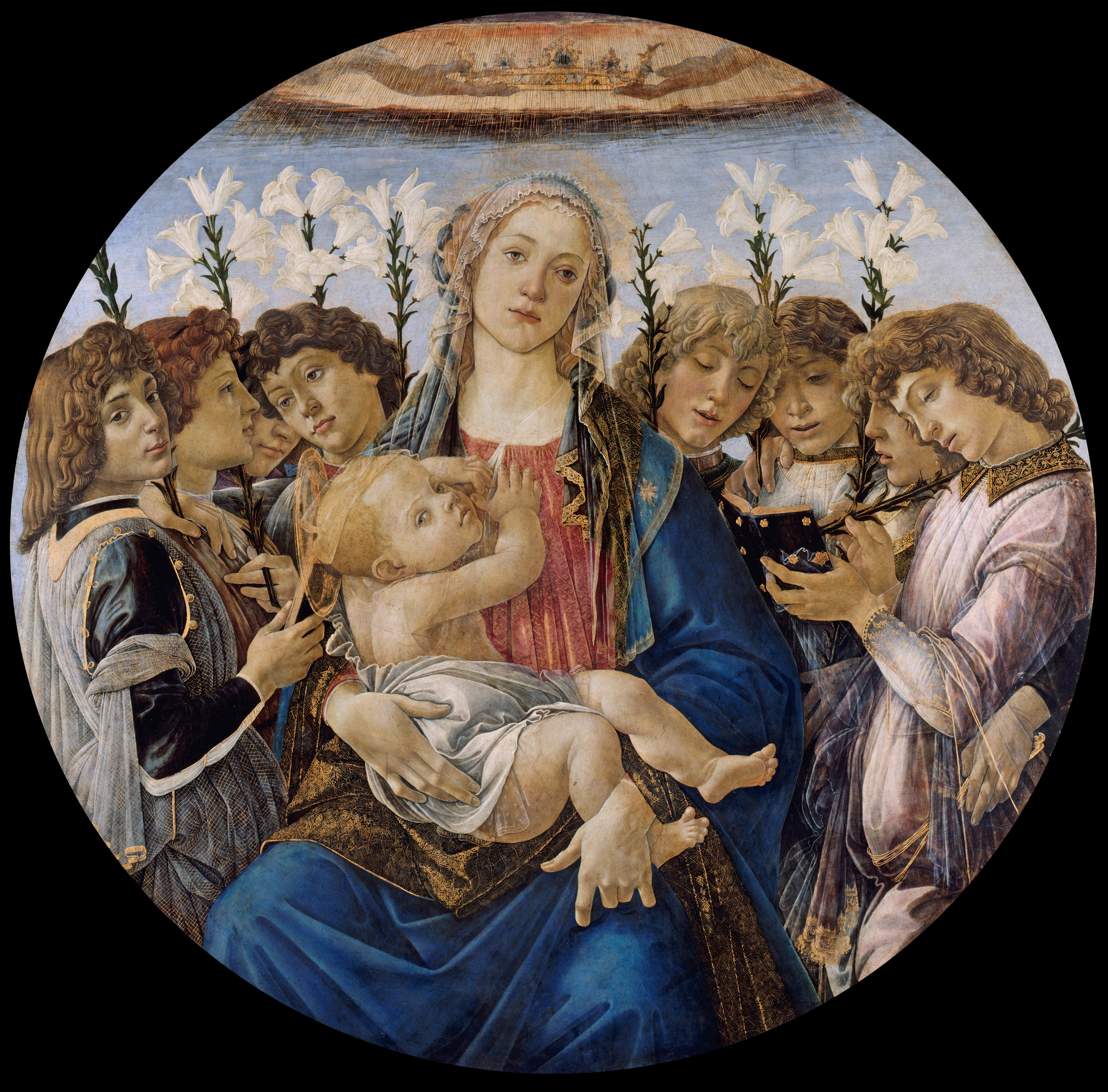
Madonna với Hoa Lily và tám Thiên thần, 1477
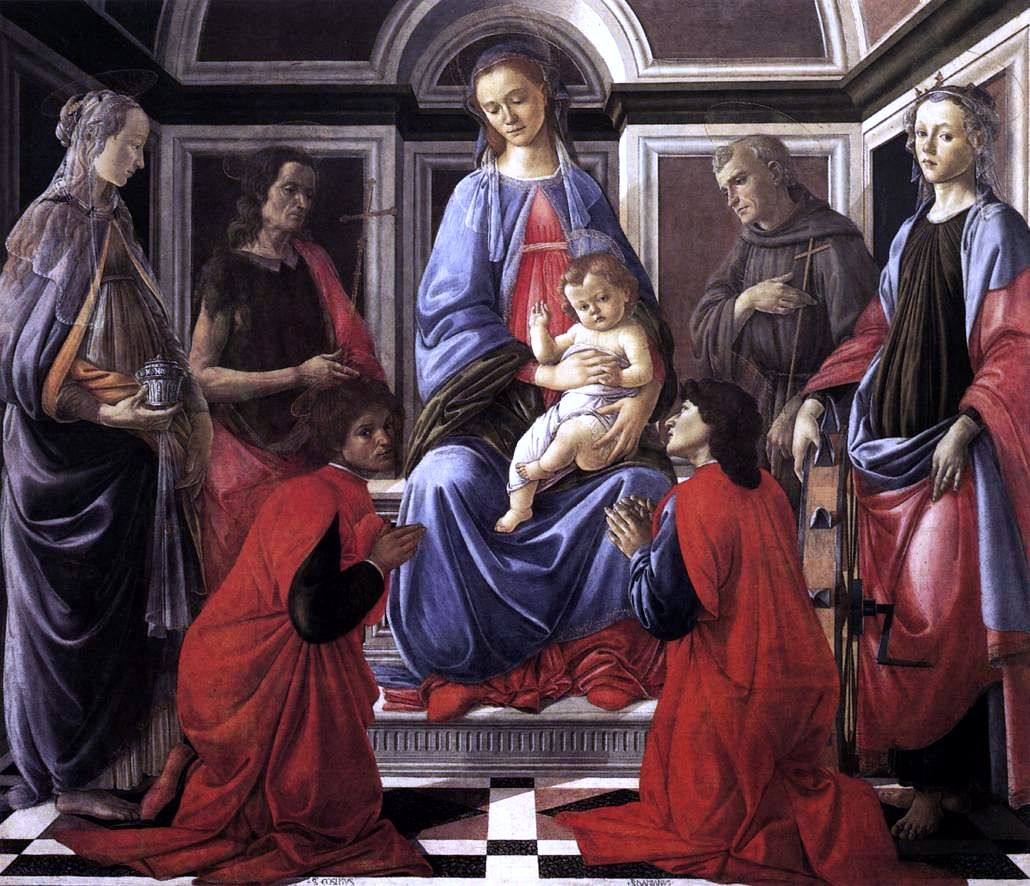
Sacra conversazione altarpiece, c. 1470-72, Uffizi, hay còn gọi là Pala di Sant'Ambrogio
Sự ra đời của Vệ nữ, từ 1483 đến 1485
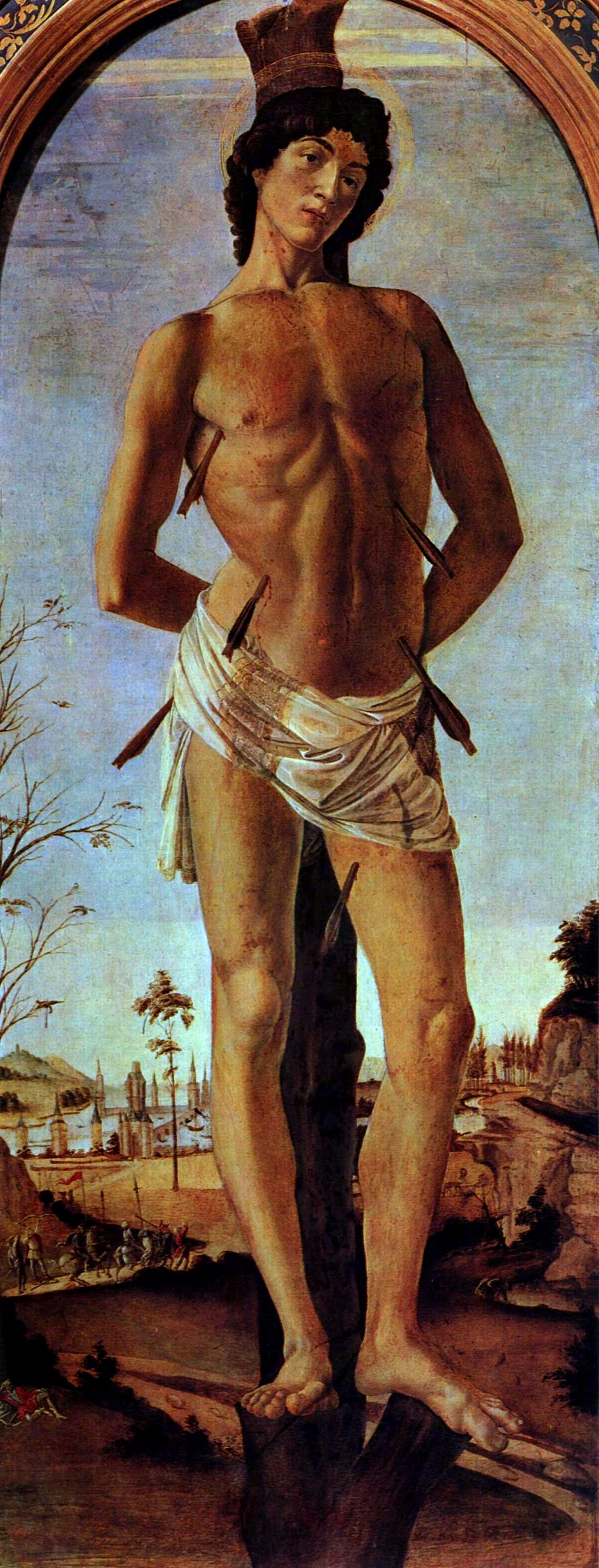
St. Sebastian, 1474
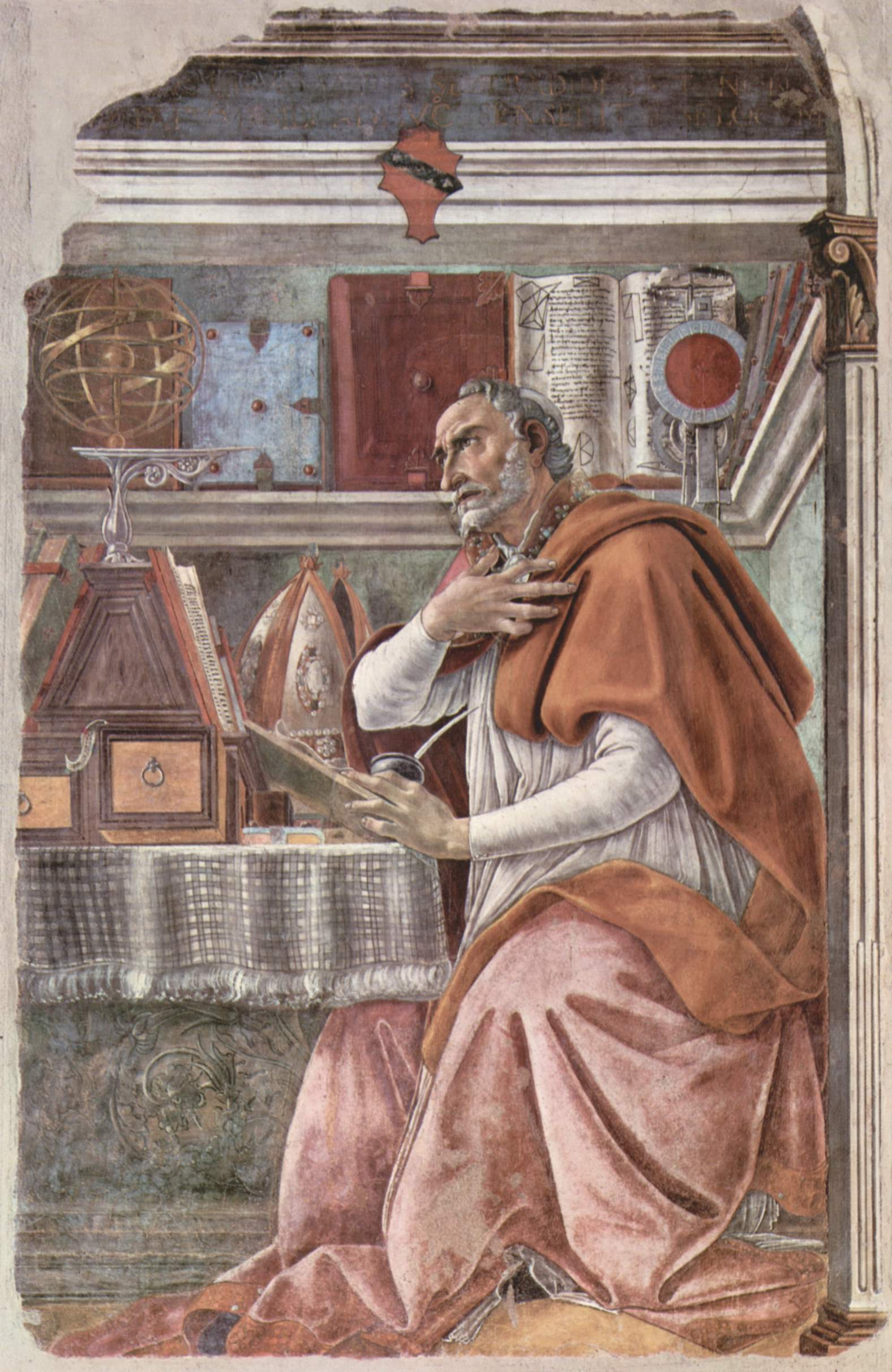
Fresco [[Saint Augustine in His Study (Botticelli, Ognissanti)|Thánh Augustine
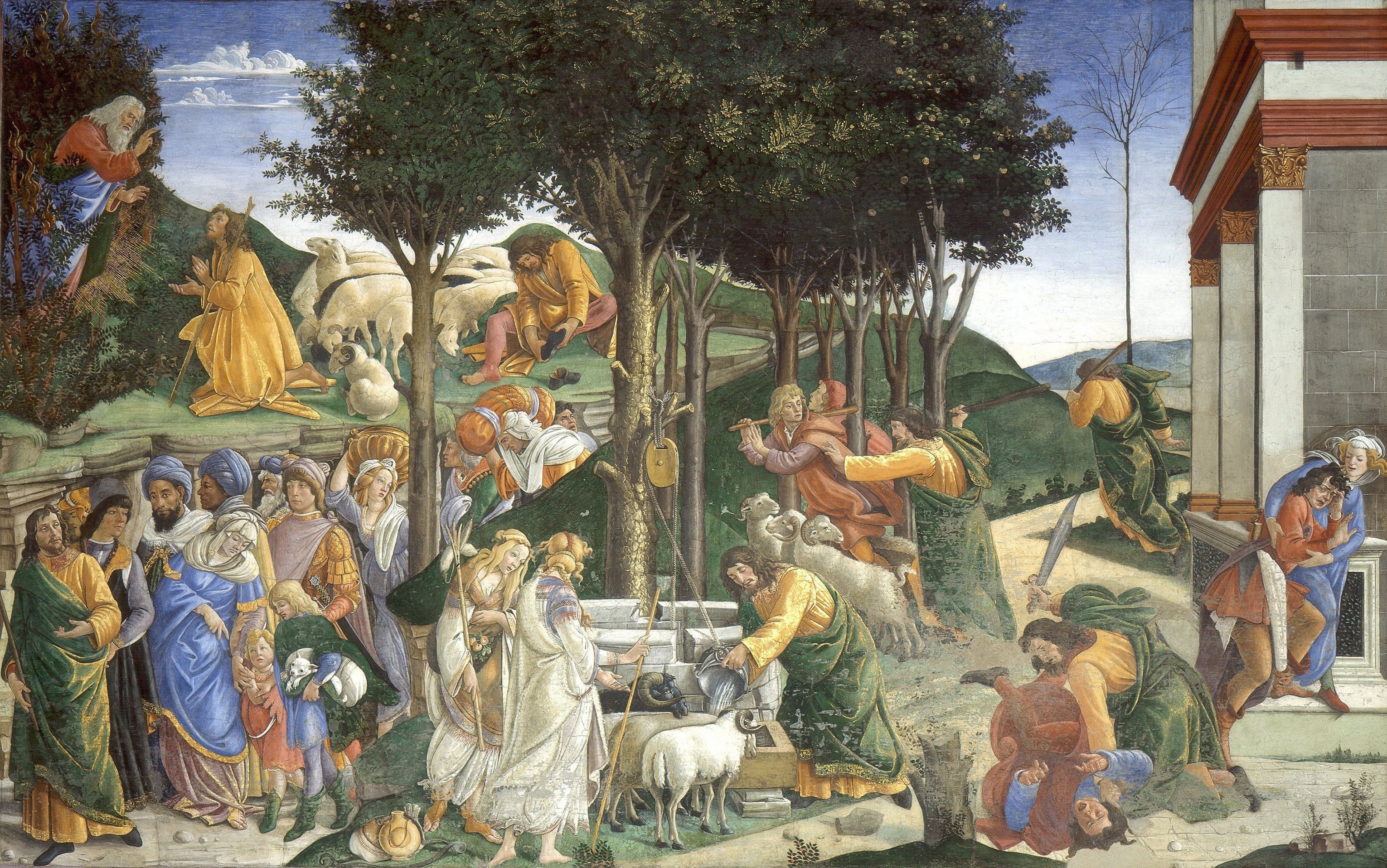
Sự kiện trong cuộc đời của Moses